# Harold Land
Harold Land (Houston, 1928. december 18. vagy 1928. február 18. – Los Angeles, 2001. július 27.) amerikai tenorszaxofonos.

## Pályakép
Kaliforniában töltötte gyerekkorát. Eric Dolphyval nap mint nap gyakoroltak. Találkozásaiknak lassan híre ment, ennek nyomán leszerződtették a Max Roach Clifford Brown Szextetbe 1954-ben. Hamarosan híres és Curtis Counceegyüttesének tagja lett. Számos jelentős felvétele készült fontos nyugati parti zenészekkel. Saját együtteseit vezette.
Nagy tehetségű zenész volt saját egyéni stílussal, John Coltrane eszközeiből is bátran merítve.

## Lemezek
- 1958: Grooveyard
- 1958: Harold in the Land of Jazz (Contemporary/OJC)
- 1959: The Fox (HiFi Jazz/OJC) avec Elmo Hope, DuPree Bolton, Herbie Lewis, Frank Butler
- 1960: West Coast Blues! (Jazzland)
- 1960: Eastward Ho! Harold Land in New York (Jazzland)
- 1961: Hear Ye! Harold Land Quintet with Red Mitchell (Atlantic)
- 1967: The Peace-Maker (Cadet Records)
- 1969: Take Aim (Blue Note)
- 1971: Jazz Impressions of Folk Music (Imperial)
- 1971: A New Shade of Blue (Mainstream)
- 1971: Choma (To Burn) (Mainstream)
- 1977: Damisi (Mainstream)
- 1977: Mapenzi with Blue Mitchell (Concord Jazz)
- 1981: Xocia’s Dance (Muse)
- 1995: A Lazy Afternoon (Postcards Records)
- 2001: Promised Land (Audiophoric)